# أيغوافريدا
بلدية أيغوافريدا (بالكاتالانية: Aiguafreda) هي إحدى بلديات مقاطعة برشلونة، والتي تقع في منطقة كاتالونيا، شرق إسبانيا.
يبلغ عدد سكانها 2.375 نسمة وفقاً لإحصائية سنة (2007).